# Pochodna logarytmiczna
Pochodna logarytmiczna funkcji {\displaystyle f(x)} – pochodna logarytmu naturalnego funkcji {\displaystyle f},
{\displaystyle (\ln f)'={\frac {f'}{f}}.}
Powyższy wzór można wyprowadzić używając wzoru na pochodną złożenia.
Jest ona często używana w analizie matematycznej, szczególnie w analizie zespolonej.

## Podstawowe własności
1. Pochodna logarytmiczna iloczynu funkcji jest sumą pochodnych logarytmicznych funkcji. Wynika to wprost ze wzoru na logarytm iloczynu[a].
{\displaystyle (\ln fg)'=(\ln f+\ln g)'=(\ln f)'+(\ln g)'.}
2. Pochodna logarytmiczna ilorazu funkcji jest różnicą pochodnych logarytmicznych funkcji. Wynika to wprost ze wzoru na logarytm ilorazu.
{\displaystyle \left(\ln {\frac {f}{g}}\right)'=(\ln f-\ln g)'=(\ln f)'-(\ln g)'.}
3. Pochodna logarytmiczna odwrotności funkcji jest wartością przeciwną do pochodnej logarytmicznej funkcji.
{\displaystyle (\ln 1/f)'=(-\ln f)'=-(\ln f)'.}
4. Pochodna logarytmiczna {\displaystyle n}-tej potęgi funkcji jest pochodną logarytmiczną tejże funkcji przemnożoną przez {\displaystyle n}
{\displaystyle (\ln f^{n})'=(n\ln f)'=n(\ln f)'.}

## Zastosowania

### Pochodna funkcji wykładniczej
Przekształcając wzór na pochodną logarytmiczną otrzymujemy wzór na {\displaystyle f'}:
{\displaystyle (\ln f)'={\frac {f'}{f}},}
{\displaystyle f'=f\cdot (\ln f)'.}
Gdy {\displaystyle f} jest postaci
{\displaystyle f=g^{h},}
otrzymujemy wzór
{\displaystyle f'=f\cdot (h\cdot \ln g)'=f\cdot \left(h'\cdot \ln g+h{\frac {g'}{g}}\right).}

#### Przykłady
1. Pochodna wyrażenia {\displaystyle 2^{x}} jest równa
{\displaystyle (2^{x})'=2^{x}(x\cdot \ln 2)'=2^{x}\ln 2.}
2. Pochodna wyrażenia {\displaystyle x^{2x}} jest równa
{\displaystyle (x^{2x})'=x^{2x}(2x\cdot \ln x)'=2x^{2x}(\ln x+1).}

### Pochodna iloczynu wielu funkcji
Gdy funkcja {\displaystyle f} jest postaci
{\displaystyle f=f_{1}\cdot f_{2}\cdot \ldots \cdot f_{n}=\prod \limits _{k=1}^{n}f_{k},}
używając wzoru na pochodną logarytmiczną iloczynu otrzymujemy:
{\displaystyle {\frac {f'}{f}}={\frac {f_{1}'}{f_{1}}}+{\frac {f_{2}'}{f_{2}}}+\ldots +{\frac {f_{n}'}{f_{n}}}=\sum \limits _{k=1}^{n}{\frac {f_{k}'}{f_{k}}},}
czyli wzór na pochodną {\displaystyle f'} jest następujący:
{\displaystyle f'=f\cdot \left({\frac {f_{1}'}{f_{1}}}+{\frac {f_{2}'}{f_{2}}}+\ldots +{\frac {f_{n}'}{f_{n}}}\right)=f\cdot \left(\sum \limits _{k=1}^{n}{\frac {f_{k}'}{f_{k}}}\right).}
W szczególnym przypadku (gdy {\displaystyle f=g\cdot h}) mamy:
{\displaystyle f'=f\cdot \left({\frac {g'}{g}}+{\frac {h'}{h}}\right).}

#### Przykłady
1. Pochodna wyrażenia {\displaystyle x\cos(x)} jest równa
{\displaystyle (x\cos(x))'=x\cos(x)\cdot \left({\frac {1}{x}}-{\frac {\sin(x)}{\cos(x)}}\right).}
2. Pochodna wyrażenia {\displaystyle 2x\sin(x)\ln(x)} jest równa
{\displaystyle (2x\sin(x)\ln(x))'=2x\sin(x)\ln(x)\cdot \left({\frac {2}{2x}}+{\frac {\cos(x)}{\sin(x)}}+{\frac {1}{x\ln(x)}}\right).}

## Pochodne logarytmiczne podstawowych funkcji
Oznaczając pochodną logarytmiczną {\displaystyle f} poprzez {\displaystyle D_{\log }\;f} otrzymujemy:
- {\displaystyle D_{\log }\;x={\frac {1}{x}}}

- {\displaystyle D_{\log }\;x^{2}={\frac {2}{x}}}

- {\displaystyle D_{\log }\;{\frac {1}{x}}=-{\frac {1}{x}}}

- {\displaystyle D_{\log }\;x^{n}={\frac {n}{x}}}

- {\displaystyle D_{\log }\;ke^{x}=1}

- {\displaystyle D_{\log }\;ke^{nx}=n}

- {\displaystyle D_{\log }\;\ln(x)={\frac {1}{x\ln(x)}}}

## Residua pochodnej logarytmicznej
Jeżeli {\displaystyle f(z)} jest funkcją holomorficzną (analityczną) wewnątrz obszaru ograniczonego {\displaystyle D} i na jego brzegu {\displaystyle C} zorientowanym dodatnio względem {\displaystyle D,} która nie przyjmuje wartości 0 na {\displaystyle C} to:
{\displaystyle Z={\frac {1}{2\pi i}}\oint _{C}{\frac {f'(z)}{f(z)}}dz,}
gdzie {\displaystyle Z} oznacza liczbę zer funkcji {\displaystyle f(z)} wewnątrz {\displaystyle D} (gdzie zero {\displaystyle k}-krotne liczy się jako {\displaystyle k}).
Jeśli w obszarze {\displaystyle D} funkcja {\displaystyle f(z)} jest meromorficzna, natomiast na {\displaystyle C} funkcja ta nie ma ani zer, ani biegunów to
{\displaystyle Z-B={\frac {1}{2\pi i}}\oint _{C}{\frac {f'(z)}{f(z)}}dz,}
gdzie dodatkowo {\displaystyle B} oznacza liczbę biegunów funkcji {\displaystyle f(z)} wewnątrz {\displaystyle D} (gdzie biegun {\displaystyle k}-krotny liczy się jako {\displaystyle k}).